# Georgia Anne Muldrow

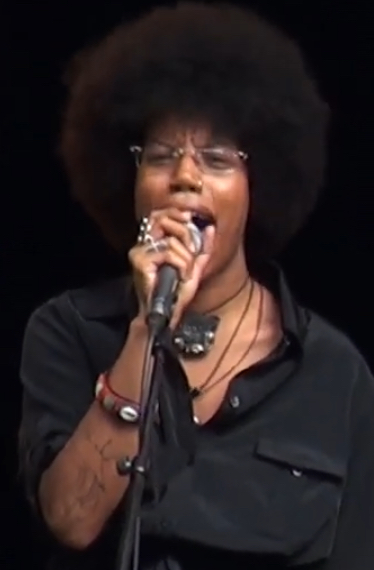
Georgia Anne Muldrow, 2012

Georgia Anne Muldrow (* 1983) ist eine US-amerikanische Sängerin und Musikerin des R&B.

## Leben und Wirken
Georgia Anne Muldrow ist die Tochter des Jazzmusikers Ronald Muldrow und der Sängerin Rickie Byars. Sie wuchs in Los Angeles auf und zog dann nach New York. 2005 nahm sie ihre erste EP Worthnothings auf und brachte sie in Eigenregie heraus. Dadurch wurde Peanut Butter Wolf vom Label Stones Throw Records auf sie aufmerksam, der sie für zwei Alben verpflichtete. 2006 wurde ihre EP wiederveröffentlicht und ihr erstes Album Olesi: Fragments of an Earth erschien. 2007 wurde unter dem Namen Pattie Blingh and the Akebulan Five das Album Sagala und 2009 unter ihrem eigenen Namen das Album Umsindo veröffentlicht. Weitere Alben wie Kings Ballad folgten; insbesondere Vweto II (2019) erzielte große Aufmerksamkeit bei der Kritik. Mehrere Produktionen machte sie mit ihrem Mann, dem Rapper Dudley Perkins. Sie ist weiterhin auf Produktionen von Erykah Badu, Miles Davis/Robert Glasper und Joe Armon-Jones zu hören und hat auch unter den Pseudonymen Jyoti (Mama Can You Bet!, 2022) und Ms.One veröffentlicht.

## Würdigung
Georgia Anne Muldrow sei ein Dreh- und Angelpunkt der L.A.-Beat-Szene und wird von Flying Lotus und Madlib zu Recht als kreative Ebenbürtige respektiert, meint Joe Muggs (Daily Bandcamp). Ihre Musik sei durchdrungen von den grenzüberschreitenden Imperativen früherer Jazz-Experimentatoren – sie weitet sich immer sowohl vorwärts in den Afrofuturismus als auch zurück in das Verständnis ihrer Vorfahren aus – und die Musik, die sie als Jyoti kreiert, macht diese Reise sehr deutlich. Die Modernität dieser Musik sei unverkennbar und doch sei sie zugleich von Nina Simone, Stevie Wonder und Sun Ra beeinflusst.

## Diskographische Hinweise
- Olesi: Fragments of an Earth (2006)
- The Message Uni Versa (2007) (mit Dudley Perkins)
- Umsindo (2009)
- Kings Ballad (2010)
- Vweto (2011)
- Owed to Mama Rickie (2011)
- Seeds (2012)
- The Lighthouse (2013) (mit Dudley Perkins)
- Oligarchy Sucks! (2014)
- A Thoughtiverse Unmarred (2015)
- Overload (2018, nominiert als „Bestes Urban-Contemporary-Album“ für die Grammy Awards 2020)
- Vweto II (2019)
- Black Love & War (2019) (mit Dudley Perkins)
- Jyoti: Mama, You Can Bet! (2020)
- Vweto III: The Jam (2021)